# Батрахология
Батрахология (от др.-греч. βάτραχος — «лягушка» и λόγος — «слово») — наука, раздел зоологии, изучающий представителей класса земноводных (амфибий): лягушек, жаб, саламандр, тритонов, червяг и других. В настоящее время часто объединяется с герпетологией, хотя, по мнению некоторых исследователей, более уместен взгляд на неё как на отдельную науку, имеющую собственные объект и методы исследования.

## Развитие
Батрахология развивалась поэтапно, первоначально были определены объекты исследований и выяснены их отличия от других представителей животного мира. На втором этапе произошло накопление знаний об объёме этой группы животных, её многообразии, распространении, особенностях экологии и т. д. Особенностями третьего этапа явилось установление внутренней структуры и родственных связей между отдельными группами внутри этой группы, определение происхождения последних или их представителей. Современный, четвёртый этап характеризуется открытием ряда общебиологических закономерностей в процессе исследования этих животных. Определение этих этапов является в известной степени условным, поскольку общее развитие науки стимулировало появление новых, дополнительных направлений исследования земноводных.

## История
Первое батрахологическое исследование совершил в середине 16 века швейцарский исследователь К. Гесснер (известен его труд «Historiae animalium» — «История животных», в 5-ти тмах), который описал место распространения, физические характеристики, использование амфибий и некоторых пресмыкающихся. Другая работа, объектом исследования которой также были амфибии, появилась благодаря созданию коллекций разных природных объектов голландским купцом А. Себой. Первую его коллекцию купил царь Петр I, позже на её основе началось создание зоологических коллекций РАН. Вскоре Себа собрал вторую коллекцию. Описание этих двух коллекций он сделал в 4-х выпусках «Locupletissimi Rerum Naturalium Thesauri», содержавших также много иллюстраций амфибий в натуральную величину. Несмотря на то, что текст основывался не на научных биноминальных названиях животных (такая система наименований была предложена позже), многие авторы, которые впоследствии описывали новые виды животных, использовали признаки, которые отметил ещё Себа. Становление батрахологии как науки связано с объединением в одну группу животных по схожим признакам и предоставлением им статуса отдельного класса — амфибий (Amphibia). Это осуществил автор «Systema Naturae» («Система природы», 1735) К. Линней, но название класса Amphibia он дал официально только в её 10-м издании. В то же время к этому классу он ошибочно причислял также животных, которые по своим анатомо-морфологическим особенностями очень отличаются от амфибий (пресмыкающихся, некоторых рыб). Следующий заметный шаг в развитии батрахологии сделал Й. Лауренти, который в 1768 году издал тезисы диссертации «Specimen Medicum, Exhibens Synopsin Reptilium Emendatam cum Experimentis circa Venena». Эта работа была посвящена обзору представителей двух классов — амфибий и рептилий (за исключением черепах). В отличие от К. Линнея, который рассматривал в «Systema Naturae» только десять отрядов амфибий и рептилий, Й. Лауренти описал их уже 30. Он также предложил для нескольких родов амфибий названия, которые используются до сих пор: Bufo (жабы), Hyla (квакши), Salamandra (саламандры). Заметные шаги в выделении объектов исследований батрахологии были предприняты в 1799—1825 годах, когда было четко указано на признаки, отличающие амфибий от пресмыкающихся. Этот взгляд на самостоятельность земноводных как отдельного класса животных зоологи окончательно восприняли после трудов И. Мюллера и Т. Гексли. Несмотря на отнесение земноводных и пресмыкающихся к разным классам, из-за определённой традиционности взглядов специалистов при изучении земноводных изучали также пресмыкающихся. Знания относительно объёма каждого класса, его структуры, численности видов, их распространение концентрировались в основном в ведущих музеях естественной истории — в Париже и Лондоне. По материалам этих музеев было подготовлено несколько сводок. Так, А. Дюмериль и Г. Биброн издали 9 выпусков «Erpétologie Générale ou Histoire Naturelle Compléte des Reptiles» («Общая герпетология, или Полная история земноводных») с описанием 1 393-x видов амфибий и пресмыкающихся, их анатомией, физиологией, систематикой. В Лондоне описание коллекций Британского музея естественной истории сделал Дж. Грей, который в 1850 году напечатал каталог коллекций амфибий музея; А. Гюнтер в 1858—1859 годах издал «Catalogue of the Batrachia Salientia» («Каталог бесхвостых амфибий»), где описал бесхвостых амфибий из коллекций музея, а ещё позже Дж. Буленджер напечатал новое издание каталога в 9-ти выпусках, где описал 8 469 видов амфибий и пресмыкающихся.
В 18 веке началось развитие батрахологических и герпетологических исследований в российской империи. В 1814 году П. Палласом была сделана первая попытка составить полный список земноводных империи. Первым специальным изданием, в котором представлены результаты батрахологических исследований, была «Естественная история губерний Киевского учебного округа. Животные земноводные» К. Кесслера. Однако основателем этих наук в российской империи считается А. Штраух, который в 1879 году возглавил Зоологический музей Императорской Санкт-Петербуржской АН. Его самые известные труды посвящены описанию коллекций амфибий и пресмыкающихся Центральной Азии, собранных известным путешественником М. Пржевальским. Из этой проблематики известен также труд в 5 выпусках Я. Бедряги «Die Lurchfauna Europa’s» (1896—1897), в котором сделано описание лягушек и саламандр.
Начало научной карьеры известного зоолога А. Никольского также связано с Зоологическим музеем Санкт-Петербурга, где он занимал должность заведующего отделом герпетологии (с 1903 — профессор Харьковского университета; с 1919 — академик УАН). Он подготовил полные издания по видовому составу амфибий и пресмыкающихся, их распространению, экологии. В 1891 году вышел его первый труд, посвященный амфибиям и пресмыкающимся Крыма. В 1899 году А. Никольский обработал зоологические коллекции из Туркестана А. Федченко и издал «Herpetologia Turanica», в 1905 и 1913 годах подготовил издания «Herpetologia Rossica» и «Herpetologia Caucasica». Но его известнейшими трудами стали фаунистические исследования пресмыкающихся и амфибий, напечатанные в серии «Фауна России и сопредельных стран». Две первые монографии были изданы в 1915 и 1916 годах, а последняя, посвященная амфибиям, — в 1918 году (все были переведены на английский язык в 1962—1964 годах).
В то же время продолжалось развитие батрахологических исследований в других странах мира. В Украине первые научные труды по батрахологии подготовил Н. Шарлемань, издавший методическое пособие «Как собирать пресмыкающихся и земноводных» (1932) и «Зоогеографию УССР» (1937). В это время проводились исследования амфибий и пресмыкающихся отдельных регионов Украины, в частности степной Украины и Молдовы (А. Браунер), Крыма (И. Пузанов). В Америке Л. Стейнегер выделил несколько отдельных родов амфибий (хвостатые лягушки Ascaphus, саламандры Typhlomolge, Typhlotriton и другие), издал монографию «Herpetology of Japan and Adjacent Territory» («Герпетофауна Японии и прилегающих территорий», 1907), в соавторстве с Т. Барбуром разработал классификацию североамериканских амфибий и пресмыкающихся и др. В Китае были изданы «Chines Amphibians: Living and Fossil Forms» («Амфибии Китая: современные и ископаемые формы», Э. Боринг), в Северной Америке — «Frogs, Toads and Salamanders of Eastern Canada» («Лягушки, жабы и саламандры Восточной Канады»), «Check-list of the Amphibians and Reptiles of Canada and Alaska» («Список видов амфибий и пресмыкающихся Канады и Аляски», обе — Э. Лоджер); в Бразилии и Колумбии — «Frogs of Southeastern Brazil» («Лягушки юго-восточной Бразилии»), «Frogs of Colombia» («Лягушки Колумбии»; обе — Д. Кохран); в СССР — «Краткий определитель пресмыкающихся и амфибий СССР» П. Терентьева и С. Чернова (первое издание на украинском языке). В Европе в это время появляется несколько фундаментальных сводок с фаунистическими списками животных этих групп, подготовленных на основе исследований Р. Мертенса, Л. Мюллера и Г. Вермуха. В 1920—1950-х годах развиваются новые подходы в батрахологических исследованиях, связанные с использованием статистических методов обработки материалов и изучением структур на субклеточном уровне для определения таксономической значимости признаков и проблем в области систематики амфибий (П. Терентьев «Систематика рода Лягушка с биометрической точки зрения»). Этот период характеризуется исследованием хромосомных наборов амфибий для решения многих общебиологических проблем в области батрахологии (происхождение отдельных групп амфибий, установление их родственных связей, систематический статус). Впоследствии начинают проводить исследования на уровне изучения ДНК, что позволяло установить филогению всей группы.
Исследования земноводных и пресмыкающихся на территории Украины в этот период посвящены фауне этих животных в отдельных регионах или отдельным видам (труды В. Самоша, Н. Полушиной, Ф. Страутмана, Л. Хозацкого, К. Татаринова и др.). В 1959 году появилась сводка о земноводных и пресмыкающихся Украины В. Таращука в серии «Фауна Украины», монографий Н. Щербака «Земноводные и пресмыкающиеся Крыма» (1966), «Земноводные и пресмыкающиеся Украинских Карпат» (1980 год, в соавторстве с М. Щербанем). Позже снова разворачиваются региональные исследования: в степной части левобережной (Т. Котенко) и правобережной (С. Таращук) Украины, бассейне реки Южный Буг (Г. Гончаренко), в Украинском Полесье (С. Заброда), в средней части бассейна Днепра (В. Булахов, Н. Константинова, Ю. Бобылев). Украинские ученые расширяют границы своих фаунистических исследований. Широкое изучение изменчивости внешних морфологических признаков жаб Палеарктики и исследование их хромосомных наборов позволило Е. Писанцу в 1978—1979 годах установить существование в этом регионе нового вида бесхвостых амфибий (Bufo danatensis), характеризовавшихся увеличенным вдвое тетраплоидным набором хромосом. Развитие нового способа исследования (способ гибридизации), предложенный В. Блейром в 1972 году, в сочетании с широким применением электрофоретических исследований, помог выяснить путем полиплоидии необычный способ происхождения этого вида.

## Современное состояние
В последнее время научные исследования по батрахологии характеризуются расхождением мнений. Большинство исследователей продолжают изучать фауну этих животных в пределах отдельных регионов или групп (семейств, родов, видов). Появились новые методы батрахологических исследований: изучение электрофоретической изменчивости, специфики хромосомных наборов, сравнение объёма ДНК, применение гибридизации между разными популяционными группами или видами, анализ сонограмм брачных песен. Эти методы позволили ученым открыть новые виды земноводных (Bufo danatensis Pisanetz, Rana terentievi Mezhzherin, Bufo shaartusiensis Pisanetz, Mezhzhewrin, Shcherbak и др.), а также обнаружить существование среди земноводных видов гибридогенного происхождения, что побудило к пересмотру традиционных взглядов на пути видообразования в целом.
Современное состояние батрахологии в мире характеризуется значительным развитием и усилением интенсивности применения статистических методов обработки материалов для выяснения вопросов происхождения отдельных групп амфибий, их филогенетических и родственных связей. Следствием такого подхода стало появление целого ряда работ, таких как: «Geographic variation in toads Bufo bufo complex from the Near East, with a description of a new subspecies» Maцуи («Географическая изменчивость жаб Bufo bufo complex Дальнего Востока с описанием нового подвида», 1986 г.), «Taxonomy and evolution of the European frown frogs» Meнси («Таксономия и эволюция европейских бурых лягушек», 1992 г.). Разрабатываются и внедряются конкретные мероприятия по охране земноводных, в частности, занесение отдельных видов в Международную и региональные Красные книги.

## Известные батрахологи
- Жан Мари Рене Гибе[англ.] (англ. Jean Marius René Guibé). В его честь были названы лягушки Boophis guibei, Mantidactylus guibei и Ptychadena guibei, хамелеон Calumma guibei, геккон Lygodactylus guibei и змея Oxyrhopus guibei, а также эндемичный для Мадагаскара род Guibemantis, включающий несколько видов лягушек.
- Габриэль Биброн
- Оскар Беттгер
- Джордж Альберт Буленджер
- Эдвард Дринкер Коп
- Франсуа-Мари Доден опубликовал «Histoire naturelle des reinettes, des grenouilles et des crapauds» («Естественную историю древесных лягушек, лягушек и жаб») в 1802 году.
- Франц Вернер[англ.] описал многочисленные виды и другие таксоны лягушек и других животных.
- Лешек Бергер[англ.] открыл гибридогенез у амфибий.